# Hummelkapelle

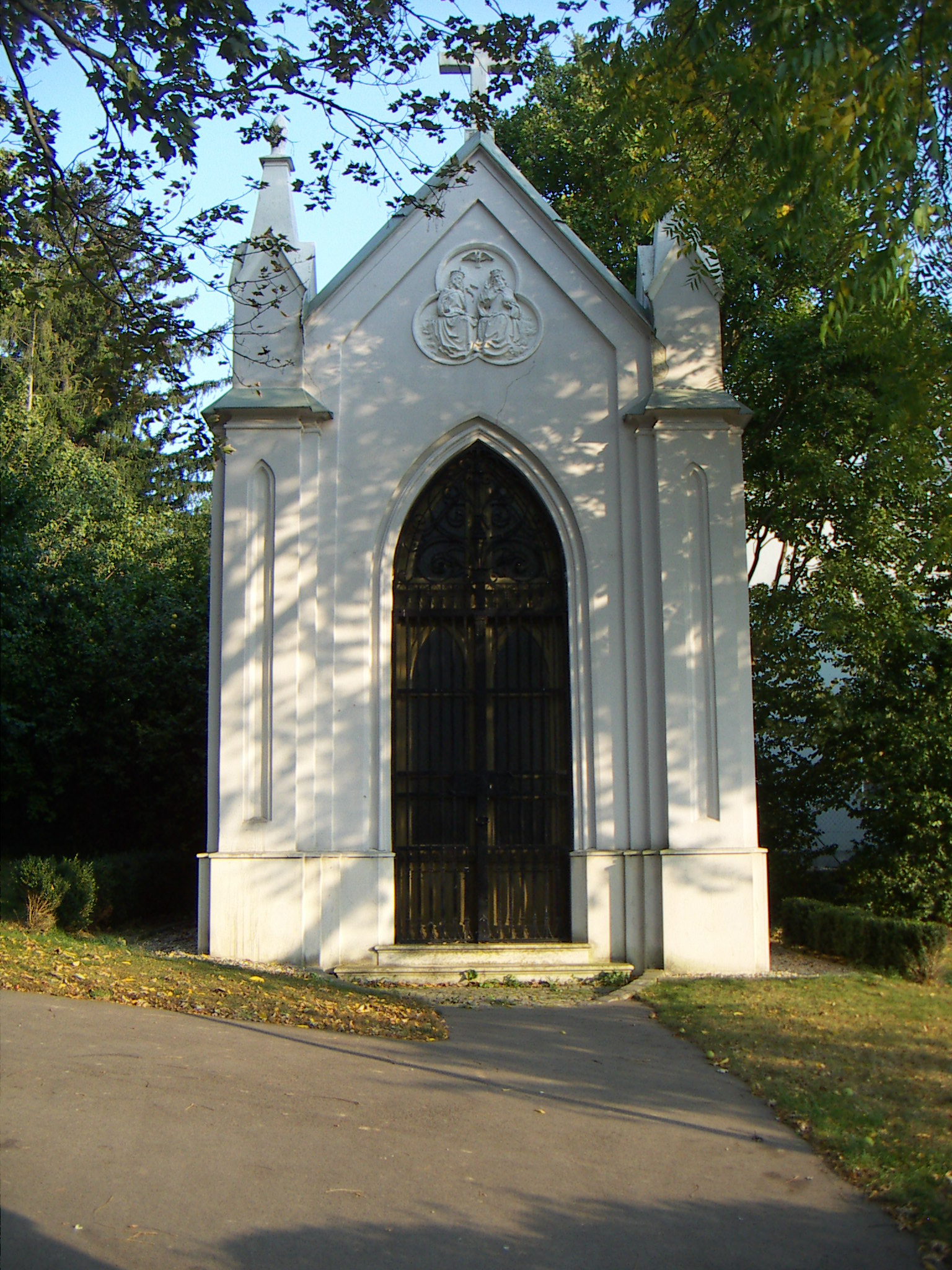
Hummelkapelle

Die Hummelkapelle, auch Malfattikapelle, in Wien ist eine römisch-katholische Kapelle, der Pfarrkirche Lainz-Speising zugehörig, mit dem Patrozinium Heilige Familie. Sie steht im 13. Bezirk an der Fasangartengasse 21, im Bereich eines Parks, der den 1998 benannten Fritz-Moravec-Steig rechts bergauf bis zur Pacassistraße begleitet.
Die Votivkapelle wurde im Jahre 1889 auf dem Küniglberg vom Stifter Simon F. Hummel errichtet. Der Name Malfattikapelle erinnert an den Arzt Johann Malfatti, der auf diesem Berg eine nicht mehr bestehende Villa besaß (siehe auch Liste der Straßennamen von Wien/Hietzing#M). 1938 wurde die Kapelle abgebrochen und am heutigen Ort neu aufgebaut. (Am ursprünglichen Standort baute das NS-Regime die Flak-Kaserne Küniglberg, heute steht dort das ORF-Zentrum Küniglberg.) Der kleine neugotische Bau hat ein hohes Satteldach und eine Fassade mit abgetreppten Strebepfeilern. Die Eingangsseite mit Spitzbogenportal trägt im Giebelfeld eine Darstellung der Heiligen Dreifaltigkeit und in der Apsis ein Altarbild der Heiligen Familie aus dem 19. Jahrhundert.